# براين غوتفريد
براين غوتفريد (بالإنجليزية: Brian Gottfried)‏ مواليد 27 يناير 1952 في بالتيمور، هو لاعب كرة مضرب أمريكي سابق بدأ مسيرته كمحترف سنة 1972 وكان يلعب باليد اليمنى، اعتزل اللعب في 1984. كما أنه أحد أبطال الجراند سلام. أعلى تصنيف له في الفردي كان المركز الـ 3 في سنة 1977. فاز بجائزة أفضل لاعب متحسن من قبل رابطة محترفي كرة المضرب.

## بطولات حققها
- دورة رولان غاروس الدولية
- بطولة ويمبلدون

## النهائيات

### الفردي: 1 (الوصافة 1)
| الحصيلة | السنة | البطولة                  | الأرضية | المنافس في النهائي | النتيجة في النهائي |
| الوصافة | 1977  | دورة رولان غاروس الدولية | ترابية  | جييرمو فيلاس       | 0–6, 3–6, 0–6      |

### الزوجي: 7 (الألقاب 3, الوصافة 4)
| الحصيلة | السنة | البطولة                     | الأرضية | الشريك        | المنافس في النهائي        | النتيجة في النهائي      |
| الفوز   | 1975  | دورة رولان غاروس الدولية    | ترابية  | راؤول راميريز | جون ألكسندر فيل دنت       | 6–4, 2–6, 6–2, 6–4      |
| الوصافة | 1976  | فرنسا المفتوحة              | ترابية  | راؤول راميريز | فريد ماكنير شيرود ستيوارت | 6–7, 3–6, 1–6           |
| الفوز   | 1976  | ويمبلدون                    | عشبية   | راؤول راميريز | روس كيس جيف ماسترز        | 3–6, 6–3, 8–6, 2–6, 7–5 |
| الفوز   | 1977  | فرنسا المفتوحة              | ترابية  | راؤول راميريز | فويتشخ فيباك يان كودس     | 7–6, 4–6, 6–3, 6–4      |
| الوصافة | 1977  | بطولة أمريكا المفتوحة للتنس | ترابية  | راؤول راميريز | بوب هيويت فريو ماكميلان   | 4–6, 0–6                |
| الوصافة | 1979  | ويمبلدون                    | عشبية   | راؤول راميريز | بيتر فليمنغ جون ماكنرو    | 6–4, 4–6, 2–6, 2–6      |
| الوصافة | 1980  | فرنسا المفتوحة              | ترابية  | راؤول راميريز | فيكتور أمايا هانك فيستر   | 6–1, 4–6, 4–6, 3–6      |

## روابط خارجية
- براين غوتفريد على موقع رابطة محترفي التنس (الإنجليزية)
- براين غوتفريد على موقع الاتحاد الدولي لكرة المضرب (الإنجليزية)
- براين غوتفريد على موقع كأس ديفيز (الإنجليزية)
- براين غوتفريد على موقع خلاصة التنس.كوم (الإنجليزية)
- براين غوتفريد على موقع قاعة فلوريدا للمشاهير الرياضية (الإنجليزية)